# 陳應龍 (嘉靖舉人)
陳應龍（15世紀—16世紀），字世明，號翰台先生，江西瑞州府新昌縣人，明朝政治人物。

## 生平
陳應龍是嘉靖元年（1522年）壬午科江西鄉試舉人，授靖江教諭，調任深澤教諭，任湖廣鄉試同考官，陞陽山知縣，以古學聞名，回鄉後和縣內蔡純相、胡野松、熊柏亭、劉西泉等人以詩酒往來娛樂。

## 引用
1. 1 2  道光《新昌縣志·卷十一·人物志》：舉人 明……嘉靖元年壬午科 陳應龍，字世明，南直靖江教諭，補北直深澤，聘湖廣同考，陞廣東陽山知縣，以古學著，號翰台先生，常與邑中蔡純相、胡野松、熊柏亭、劉西泉輩詩酒往來相娛樂。